# Краснов Олександр Геннадійович
Краснов Олександр Геннадійович (7 квітня 1960) — російський велогонщик.
Олімпійський чемпіон 1980 року в командній гонці переслідування.